# هیراگا گنشین
هیراگا گنشین ((به ژاپنی: 平賀 源信 Hiraga Genshin); ۱ ژانویهٔ ۱۴۵۰ – ۶ فوریهٔ ۱۵۳۷) سامورایی در دوره سنگوکو اهل ژاپن بود.
او توسط تاکدا نوبوتورا در نبرد اون نو کوچی در سال ۱۵۳۶ مورد حمله قرار گرفت و نوبوتورا را مجبور به عقب‌نشینی کرد، اما پسر نوبوتورا، تاکدا شینگن که در آن زمان ۱۵ سال داشت، به نام تاکدا هارونوبو، نیروهای تاکدا را گرد هم آورد و آنها را به پیروزی رساند و هیراگا را در این روند کشت.